# Leucotessara lucida
Leucotessara lucida är en mångfotingart som beskrevs av Karl Wilhelm Verhoeff 1928. Leucotessara lucida ingår i släktet Leucotessara och familjen orangeridubbelfotingar. Inga underarter finns listade i Catalogue of Life.